# Elatostema pleiophlebium
Elatostema pleiophlebium ist eine Pflanzenart aus der Gattung Elatostema innerhalb der Familie der Brennnesselgewächse (Urticaceae). Sie kommt im südlichen China vor.

## Beschreibung

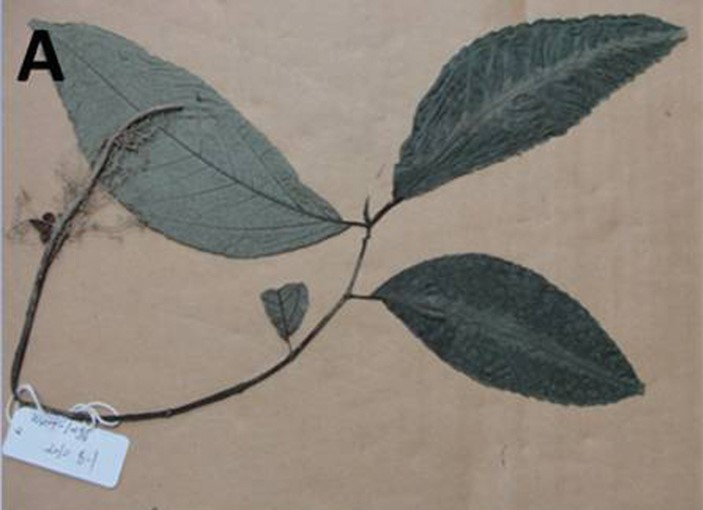
Herbarbeleg von Elatostema pleiophlebium

### Vegetative Merkmale
Elatostema pleiophlebium wächst als ausdauernde krautige Pflanze die Wuchshöhen von 30 bis 50 Zentimeter erreicht. Der aufrechte und unverzweigte Stängel ist kahl.
Die gegenständig angeordneten Laubblätter sind in einen Blattstiel und eine Blattspreite gegliedert. Der kurze Blattstiel ist 0,3 bis 1,7 Zentimeter lang. Die einfache, papierartige und kahle Blattspreite ist bei einer Länge von 10 bis 20 Zentimetern sowie einer Breite von 4,5 bis 7,2 Zentimetern ungleichseitig eiförmig über breit-länglich bis elliptisch. Die Spreitenbasis läuft ungleichseitig keilförmig zu, die Spreitenspitze ist lang oder kurz zugespitzt bis stumpf und der Spreitenrand ist gezähnelt. Die Blattoberseite weist entlang der Blattmittelader einen breiten und unterbrochenen weißen Streifen auf und ist dicht mit auffälligen 0,25 bis 0,8 Millimeter großen, stabförmigen Zystolithen besetzt. Von der Blattmittelader gehen auf der schmäleren Spreitenseite vier bis zehn Seitenadern und an der breiteren Spreitenseite fünf bis elf Seitenadern ab. Die am Grund der Blätter stehenden Nebenblätter sind bei einer Länge von 0,5 bis 1,4 Zentimeter sowie einer Breite von 0,15 bis 0,3 Zentimetern annähernd lanzettlich bis lanzettlich geformt. Das obere Ende der Nebenblätter ist scharf zulaufend. Sie sind ebenfalls mit 0,5 bis 0,7 Millimeter langen Zystolithen besetzt.

### Generative Merkmale
Die männlichen Blütenköpfchen stehen einzeln in den Blattachseln an einen rund 1,5 Millimeter langen Blütenstandsstiel. Der breit-längliche Blütenboden ist rund 8 Millimeter lang sowie etwa 6 Millimeter breit. Die sechs zweireihigen Tragblätter sind eiförmig bis annähernd eiförmig geformt und sind an der Unterseite einmal längsgefurcht. Die zwei äußeren Tragblätter sind bei einer Länge von 4 bis 5 Millimetern sowie einer Breite von etwa 9 Millimetern größer als die vier inneren Tragblätter, welche zwischen 4 und 5 Millimeter lang und 5 bis 7 Millimeter breit werden. Die zahlreichen membranartigen und etwas durchscheinenden Vorblätter sind bei einer Länge von 2 bis 3,2 Millimetern und einer Breite von 0,6 bis 2 Millimetern verkehrt-trapezförmig oder bootförmig. Die etwas längsgefaltete Oberseite der Tragblätter ist bräunlich gefärbt und ihre Spitze ist kappenförmig. Die breit verkehrt-eiförmigen und kahlen männlichen Blütenknospen werden rund 2 Millimeter lang, sind fast ungestielt und haben eine vierfach gehörnte Spitze. Über die weiblichen Blüten und die Achänen ist bisher nichts bekannt.

## Verbreitung und Vorkommen
Das natürliche Verbreitungsgebiet von Elatostema pleiophlebium liegt im südlichen China. Soweit bisher bekannt gibt es ein einige hundert Pflanzen umfassendes Vorkommen unweit des Flusses Sanchahe bei der Großgemeinde Nanxi im Autonomen Kreis Hekou der Yao der Provinz Yunnan.
Elatostema pleiophlebium wächst im Unterholz von Wäldern auf nassen Böden. Als vergesellschaftete Arten treten Elatostema alnifolium sowie verschiedene Arten von Feigen (Ficus), Bananen (Musa) und Pfeffergewächsen auf.

## Taxonomie
Die Erstbeschreibung als Elatostema pleiophlebium erfolgte 2011 durch Wen-Tsai Wang und Zeng-Yuan Wu in PhytoKeys, Nummer 7, Seite 58. Das Artepitheton pleiophlebium verweist auf die zahlreichen seitlichen Blattnerven dieser Art.
Laut der Erstbeschreibung gehört Elatostema pleiophlebium innerhalb der Gattung Elatostema der Sektion Elatostema sowie der Serie Nanchuanensia an. Die Art ähnelt mit ihrer Blattnervatur sowie in der Anzahl der Vorblätter Elatostema quinquecostatum.